# ستاره سبز
ستارهٔ سبز یا ستارهٔ سبز اسپرانتو، که یکی از نمادهای اصلی زبان اسپرانتو و نهضت اسپرانتو در جهان است، ستاره‌ای پنج‌پر و منتظم است که از جمله بر روی پرچم اسپرانتو منقوش است. پنج‌پر بودن این ستاره اشاره به پنج قارهٔ جهان و بین‌المللی بودن زبان اسپرانتو دارد، و سبز بودن آن نماد سرزندگی و امید در نهضت اسپرانتو برای حصول به پیروزی نهائی است.
یکی از موارد استفاده از این ستاره - به‌خصوص در دهه‌های گذشته - نصب نشانی با این ستاره بر روی سینهٔ اسپرانتودانان بود تا برای دیگران مشخص شود که قادر به استفاده از زبان اسپرانتو هستند و/یا در جنبش اسپرانتو فعالند.
در مورد این استفاده از ستارهٔ اسپرانتو، در صفحهٔ ۱۳۶ کتاب پدیدهٔ اسپرانتو نوشتهٔ ویلیام الد (که چندین بار نامزد دریافت جایزهٔ ادبی نوبل شده است)، در بخشی تحت عنوان «بی‌طرفی و مدرن شدن، رمز موفقیتِ اسپرانتو»، آمده است، که:

در طول همین دوران، نهضت بی‌طرف اسپرانتو، از میان بحران‌هایی که مربوط به سازمان‌دهی بود، به سلامت گذشت. اوج این بحران‌ها در سال ۱۹۳۷ (۱۳۱۵ هـ. ش) بود که انفکاکی در این نهضت به‌وجود آمد و باعث پیدایش اتحادیهٔ بین‌المللی اسپرانتو شد که اکثریت - و به‌طور قطع، فعال‌ترین – انجمن‌های کشوری به آن پیوست. با وجود این، پس از جنگ جهانیِ دوم به‌خاطر قدرت سازمان‌دهیِ با انرژیِ ایوو لاپنا یگانگی از دست رفته، دوباره به‌دست آمد. وی هم‌چنین در طولِ همین مدت، مبتکر تبلیغات منظمی علیه فراوانیِ بیش از حد ستاره‌های سبز (نمادِ اسپرانتو)، و «چیزهای عجیب و غریب» مشابه دیگر گشت: اساس این حرکت، این بود که اسپرانتودان‌ها، خود را از ظاهر «یک فرقهٔ عجیب کوچک» (به‌تعبیر کالوچای شاعر)، رها ساخته و به دنیای عادی پای گذارند. لاپنا اصرار داشت که اسپرانتودانان به دنیای واقعی پیوسته و از امکانات آن، برای رسیدن به اهداف خود بهره جویند. وی اقدامات بسیاری را به‌منظور ایجاد احساسِ هدف‌مندی در نهضت اسپرانتو، به انجام رساند و نهضت را با استراتژی روز و مدرن، تجهیز کرد. روشن است که این تبلیغات منظم لاپنا، موفق بوده است. امروزه، این نهضت عموماً، در آمال و آرزوهای خود، مدرن‌تر و هنگامِ مطرح شدن در مجامع عمومی، دارای ظاهری عادی‌تر است.